# امیر کریمی
امیر کریمی (متولد ۱۳۴۹ در خیابان کریمخان تهران)، خواننده موسیقی پاپ ایرانی است

## زندگی‌نامه
امیر کریمی در چهارم فروردین ۱۳۴۹ در محلهٔ کریم خان زند تهران متولد شد. تحصیلات دانشگاهی را با مدرک لیسانس مهندسی عمران به پایان رساند. در سال ۱۳۷۱ یک دورهٔ اجمالی از تئوری موسیقی و سلفژ را گذراند و از سال ۱۳۷۳ به‌طور جدی تر موسیقی را دنبال کرد. او در این دوران ملاقاتهایی که با بابک بیات و مجید انتظامی داشت و مورد تشویق آنان قرار گرفت. او همچنین در دوره ای دبیر در مؤسسه آموزشی اندیشه سازان بود

## فعالیت حرفه ای
او در سال ۱۳۷۶ با طلوع مجدد موسیقی پاپ و گشایش نسبی فرهنگی یکی از اولین کسانی بود که به این سبک موسیقی پرداخت. اولین قطعه ای که از او به گوش رسید قطعه توحید با آهنگسازی محمدرضا چراغعلی و شعر سعید امیراصلانی بود که بارها از صداوسیمای جمهوری اسلامی ایران پخش شد این آهنگ اگرچه برای او شهرت بسیاری آفرید اما محبوبیت امیر کریمی با آهنگ تهران ایجاد شد. این دو اثر به همراه قطعاتی دیگر اولین آلبوم امیر کریمی با نام غریبه را تشکیل دادند که توسط شرکت سروش در سال ۱۳۷۸ منتشر شد
او همچنین خواننده فیلم فوتبالیستها به کارگردانی علی اکبر ثقفی بود و آلبومی را نیز به همین نام در سال ۱۳۷۹روانه بازار کرد

## آثار

### آلبومهای مستقل
از امیر کریمی تاکنون شش آلبوم مستقل منتشر شده است:
- غریبه (۱۳۷۸)،
- فوتبالیست‌ها (۱۳۷۸)
- تا همیشه (۱۳۷۹)
- جوونی (۱۳۸۳)
- دوباره مهتاب(۱۳۸۹)،
- عشق کافی نیست (۱۳۹۴)

### آلبومهای مشترک
همچنین وی در آلبومهای مشترکی نیز به شرح زیر به ارائه اثر پرداخته اشت:
- ستارگان عشق
- امیر
- گلایه
- حقیقت دارد
- عشق است (به همراه ناصر عبداللهی)[۱][۴][۵]